# Bode (Iowa)
Bode è un comune degli Stati Uniti d'America, situato nello Stato dell'Iowa, nella contea di Humboldt.